# Chichiliana
Chichilianne és un municipi francès situat al departament de la Isèra i a la regió d'Alvèrnia-Roine-Alps. L'any 2007 tenia 271 habitants.

## Demografia

### Població
El 2007 la població de fet de Chichilianne era de 271 persones. Hi havia 112 famílies de les quals 32 eren unipersonals (20 homes vivint sols i 12 dones vivint soles), 36 parelles sense fills, 32 parelles amb fills i 12 famílies monoparentals amb fills.
La població ha evolucionat segons el següent gràfic:
Habitants censats

### Habitatges
El 2007 hi havia 243 habitatges, 117 eren l'habitatge principal de la família, 108 eren segones residències i 18 estaven desocupats. 216 eren cases i 27 eren apartaments. Dels 117 habitatges principals, 94 estaven ocupats pels seus propietaris, 18 estaven llogats i ocupats pels llogaters i 5 estaven cedits a títol gratuït; 3 tenien una cambra, 6 en tenien dues, 15 en tenien tres, 38 en tenien quatre i 55 en tenien cinc o més. 87 habitatges disposaven pel capbaix d'una plaça de pàrquing. A 57 habitatges hi havia un automòbil i a 49 n'hi havia dos o més.

### Piràmide de població
La piràmide de població per edats i sexe el 2009 era:
| Homes | Edats   | Dones |
| ----- | ------- | ----- |
| 0     | 95 o +  | 0     |
| 0     | 90 a 94 | 0     |
| 0     | 85 a 89 | 0     |
| 0     | 80 a 84 | 0     |
| 0     | 75 a 79 | 0     |
| 0     | 70 a 74 | 4     |
| 16    | 65 a 69 | 4     |
| 16    | 60 a 64 | 12    |
| 4     | 55 a 59 | 4     |
| 0     | 50 a 54 | 0     |
| 20    | 45 a 49 | 12    |
| 4     | 40 a 44 | 8     |
| 0     | 35 a 39 | 4     |
| 8     | 30 a 34 | 4     |
| 0     | 25 a 29 | 12    |
| 8     | 20 a 24 | 8     |
| 12    | 15 a 19 | 8     |
| 8     | 10 a 14 | 0     |
| 4     | 5 a 9   | 12    |
| 0     | 0 a 4   | 4     |

## Economia
El 2007 la població en edat de treballar era de 160 persones, 118 eren actives i 42 eren inactives. De les 118 persones actives 115 estaven ocupades (62 homes i 53 dones) i 3 estaven aturades (1 home i 2 dones). De les 42 persones inactives 26 estaven jubilades, 8 estaven estudiant i 8 estaven classificades com a «altres inactius».

### Ingressos
El 2009 a Chichilianne hi havia 118 unitats fiscals que integraven 262 persones, la mediana anual d'ingressos fiscals per persona era de 18.333 €.

### Activitats econòmiques
Dels 13 establiments que hi havia el 2007, 1 era d'una empresa de fabricació d'altres productes industrials, 4 d'empreses de construcció, 1 d'una empresa de comerç i reparació d'automòbils, 4 d'empreses d'hostatgeria i restauració, 1 d'una empresa immobiliària, 1 d'una empresa de serveis i 1 d'una empresa classificada com a «altres activitats de serveis».
Dels 5 establiments de servei als particulars que hi havia el 2009, 1 era un paleta, 1 fusteria, 1 lampisteria, 1 electricista i 1 restaurant.
L'any 2000 a Chichilianne hi havia 7 explotacions agrícoles.

## Equipaments sanitaris i escolars
El 2009 hi havia una escola elemental.

## Poblacions més properes
El següent diagrama mostra les poblacions més properes.